# Jeff Chandler
Jeff Chandler, pseudonimo di Ira Grossel (Brooklyn, 15 dicembre 1918 – Los Angeles, 17 giugno 1961), è stato un attore e cantante statunitense.

## Biografia
Nato da famiglia di origine ebraica, sua amica di infanzia e vicina di casa a Brooklyn fu Susan Hayward, anche lei futura star di Hollywood. Dopo il liceo, seguì un corso di arte drammatica e iniziò a lavorare come attore in compagnie teatrali. Dopo aver prestato servizio militare come ufficiale durante la seconda guerra mondiale, recitò anche alla radio e la sua voce divenne presto molto popolare grazie al radioromanzo della CBS Our Miss Brooks (1948-1957). All'apice della fama come attore, cantando da crooner incise dischi di successo per la Liberty Records. Compositore e violinista, ebbe anche una sua casa editrice che pubblicava spartiti e canzoni, la Chandler Music.
Nel 1947 fu messo sotto contratto dalla Universal Pictures. Caratterizzato da tratti somatici marcati, capelli precocemente brizzolati (era chiamato "Big Grey") e alta statura (1,93 m), nella sua non lunga carriera (in tutto 48 film) interpretò per lo più personaggi d'azione dal carattere deciso: sceriffi, soldati, uomini della Frontiera e spesso indiani. Nel 1950 ottenne una candidatura all'Oscar al miglior attore non protagonista per il ruolo del capo Apache Cochise nel film L'amante indiana, a fianco di James Stewart e Debra Paget, uno dei primi western a rileggere la figura degli indiani d'America. Fu il primo attore a essere candidato all'Oscar per il ruolo di un nativo, e interpretò nuovamente il ruolo di Cochise in due sequel: Kociss, l'eroe indiano (1952) e Il figlio di Kociss (1954).
Chandler fu un divo di primo piano per tutti gli anni cinquanta, distinguendosi anche in melodrammi, come Delitto sulla spiaggia (1955), con Joan Crawford, Un solo grande amore (1957), Vento di passioni (1958), di Richard Wilson, con Eduardo De Filippo e Esther Williams (con la quale Chandler ebbe una relazione), Uno sconosciuto nella mia vita (1959) e Ritorno a Peyton Place (1961). Fu apprezzato anche in pellicole di genere bellico e western, come Il maggiore Brady (1954), La tragedia del Rio Grande (1958), Lampi nel sole (1959), Dieci secondi col diavolo (1959), di Robert Aldrich, con Martine Carol, e L'urlo della battaglia (1962), di Samuel Fuller, un film di guerra crudo e realistico, arrivato sugli schermi l'anno successivo alla morte di Chandler: fu il suo ultimo lavoro e la sua migliore interpretazione.
Nel maggio del 1961, dopo un infortunio alla schiena avvenuto durante le riprese di L'urlo della battaglia, Chandler fu sottoposto a un intervento chirurgico all'ernia del disco durante il quale fu danneggiata un'arteria; i medici effettuarono ripetute trasfusioni di sangue e altri due interventi, ma l'attore morì a 42 anni. La sua vicenda fu un caso di malasanità, che ebbe vasta eco negli Stati Uniti e si concluse con il risarcimento alle figlie di Chandler.

## Vita privata
Nel 1946 sposò Marjorie Hoshelle, dalla quale ebbe due figlie, Jamie e Dana.

## Filmografia
- Luna senza miele (Thrill of a Romance), regia di Richard Thorpe (1945)
- A sangue freddo (Johnny O'Clock), regia di Robert Rossen (1947)
- The Invisible Wall, regia di Eugene Forde (1947)
- Roses Are Red, regia di James Tinling (1947)
- Il signor Belvedere va in collegio (Mr. Belvedere Goes to College), regia di Elliott Nugent (1949)
- Spada nel deserto (Sword in the Desert), regia di George Sherman (1949)
- La tratta degli innocenti (Abandoned), regia di Joseph M. Newman (1949)
- Due bandiere all'ovest (Two Flags West), regia di Robert Wise (1950)
- Il deportato (Deported), regia di Robert Siodmak (1950)
- L'amante indiana (Broken Arrow), regia di Delmer Daves (1950)
- Hong Kong (Smuggler's Island) regia di Edward Ludwig (1951)
- L'uomo di ferro (Iron Man), regia di Joseph Pevney (1951)
- L'uccello di Paradiso (Bird of Paradise), regia di Delmer Daves (1951)
- Il pirata yankee (Yankee Buccaneer), regia di Frederick de Cordova (1952)
- Perdonami, se mi ami (Because of You), regia di Joseph Pevney (1952)
- Jeff, lo sceicco ribelle (Flame of Araby), regia di Charles Lamont (1952)
- Kociss, l'eroe indiano (The Battle at Apache Pass), regia di George Sherman (1952)
- L'autocolonna rossa (Red Ball Express), regia di Budd Boetticher (1952)
- Bill West fratello degli indiani (The Great Sioux Uprising), regia di Lloyd Bacon (1953)
- Ad est di Sumatra (East of Sumatra), regia di Budd Boetticher (1953)
- Yankee Pascià (Yankee Pasha), regia di Joseph Pevney (1954)
- Il figlio di Kociss (Taza, Son of Cochise), regia di Douglas Sirk (1954)
- Il re dei barbari (Sign of the Pagan), regia di Douglas Sirk (1954)
- Il maggiore Brady (War Arrow), regia di George Sherman (1954)
- Delitto sulla spiaggia (Female on the Beach), regia di Joseph Pevney (1955)
- Orgoglio di razza (Foxfire), regia di Joseph Pevney (1955)
- Scialuppe a mare (Away All Boats), regia di Joseph Pevney (1956)
- Il tigrotto (The Toy Tiger), regia di Jerry Hopper (1956)
- I pionieri dell'Alaska (The Spoilers), regia di Jesse Hibbs (1956)
- I pilastri del cielo (Pillars of the Sky), regia di George Marshall (1956)
- Drango, regia di Hall Bartlett (1957)
- La tragedia del Rio Grande (Man in the Shadow), regia di Jack Arnold (1957)
- Il vestito strappato (The Tattered Dress), regia di Jack Arnold (1957)
- Un solo grande amore (Jeanne Eagels), regia di George Sidney (1958)
- La signora prende il volo (The Lady Takes a Flyer), regia di Jack Arnold (1958)
- Vento di passioni (Raw Wind in Eden), regia di Richard Wilson (1958)
- Uno sconosciuto nella mia vita (A Stranger in my Arms), regia di Helmut Käutner (1959)
- Lampi nel sole (Thunder in the Sun), regia di Russell Rouse (1959)
- Dieci secondi col diavolo (Ten Seconds to Hell), regia di Robert Aldrich (1959)
- I ribelli del Kansas (The Jayhawkers), regia di Melvin Frank (1959)
- La storia di David (A Story of David), regia di Bob McNaught (1960)
- I quattro disperati (The Plunderers), regia di Joseph Pevney (1960)
- Ritorno a Peyton Place (Return to Peyton Place), regia di José Ferrer (1961)
- L'urlo della battaglia (Merrill's Marauders), regia di Samuel Fuller (1962)

### Doppiaggio
- Voce narrante in L'aquila del deserto (The Desert Hawk), regia di Frederick de Cordova (1950)
- Voce narrante in Gianni e Pinotto nella legione straniera (Abbott and Costello in the Foreign Legion), regia di Charles Lamont (1950)
- Voce narrante in I filibustieri delle Antille (Double Crossbones), regia di Charles Barton (1950)
- Voce narrante in Il figlio di Alì Babà (Son of Ali Baba), regia di Kurt Neumann (1952)
- Voce narrante in Girls in the Night, regia di Jack Arnold (1953)
- Voce narrante in La rapina del secolo (Six Bridges to Cross), regia di Joseph Pevney (1955)
- Voce narrante in The Nat 'King' Cole Musical Story (cortometraggio), regia di Will Cowan (1955)

## Doppiatori italiani
Jeff Chandler è stato doppiato prevalentemente da Emilio Cigoli che gli ha prestato la voce in: Spada nel deserto, Due bandiere all'ovest, Il deportato, L'amante indiana, Hong Kong, L'uomo di ferro, L'uccello di Paradiso, Il pirata yankee, Perdonami, se mi ami, Jeff, lo sceicco ribelle, Kociss, l'eroe indiano, L'autocolonna rossa, Bill West fratello degli indiani, Ad est di Sumatra, Yankee Pascià, Il figlio di Kociss, Il re dei barbari, Il maggiore Brady, Delitto sulla spiaggia, Orgoglio di razza, Scialuppe a mare, Il tigrotto, I pionieri dell'Alaska, I pilastri del cielo, La tragedia del Rio Grande, Il vestito strappato, Un solo grande amore, La signora prende il volo, Vento di passioni, Uno sconosciuto nella mia vita, Lampi nel sole, I ribelli del Kansas, Ritorno a Peyton Place, L'urlo della battaglia
Cambia voce nei film di produzione United Artists: in Drango e Dieci secondi col diavolo è infatti doppiato da Gualtiero De Angelis.
È stato anche la voce narrante dei film L'aquila del deserto e Gianni e Pinotto nella legione straniera, sostituito in italiano da Vittorio Cramer in ambo i casi.

## Riconoscimenti
- Premio Oscar
  - 1951 – Candidatura al miglior attore non protagonista per L'amante indiana